# Грејам (Алабама)
Грејам (енгл. Graham) је насељено место без административног статуса у америчкој савезној држави Алабама.

## Демографија
По попису из 2010. године број становника је 211.
| Група             | 2000.    | 2010.       |
| Белци             | 0 (0,0%) | 177 (83,9%) |
| Афроамериканци    | 0 (0,0%) | 34 (16,1%)  |
| Азијати           | 0 (0,0%) | 0 (0,0%)    |
| Хиспаноамериканци | 0 (0,0%) | 0 (0,0%)    |
| Укупно            | 0        | 211         |